# Hundekoje

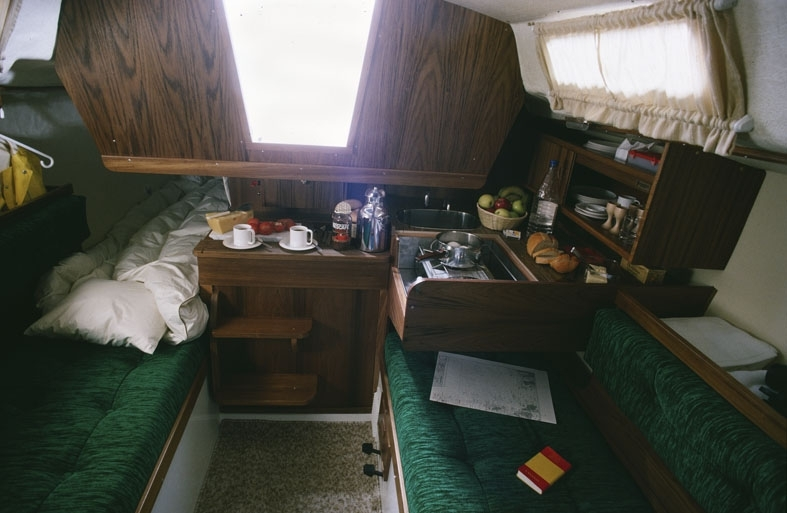
Hundekoje links des Niedergangs auf einer Albin Cirrus

Eine Hundekoje ist eine sehr kleine, röhrenartige Koje, die auf Segelyachten neben dem Niedergang (unter der Plicht) eingebaut ist. Aufgrund der Enge sind Hundekojen oft nur vom Kopfende aus zugänglich.